# Cowboy from Brooklyn
Cowboy from Brooklyn é um filme de comédia romântica musical estadunidense de 1938, dirigido por Lloyd Bacon e escrito por Earl Baldwin. É estrelado por Dick Powell, Pat O'Brien e Priscilla Lane. O filme foi baseado na peça Howdy Stranger, de Robert Sloane e Louis Pelletier.
O filme foi refilmado pela Warner Bros. em 1948 sob o titulo Two Guys from Texas, dirigido por David Butler e estrelado por Dennis Morgan e Jack Carson.

## Enredo
Elly Jordan, Spec e Louie formam um trio de músicos. Eles deixam Nova York na esperança de fazer sucesso em Hollywood.

## Elenco
- Dick Powell como Elly Jordan conhecido como Wyoming Steve Gibson
- Pat O'Brien como Roy Chadwick
- Priscilla Lane como Jane Hardy
- Dick Foran como Sam Thorne
- Ann Sheridan como Maxine Chadwick
- Johnnie Davis como Jeff Hardy
- Ronald Reagan como Pat Dunn
- Emma Dunn como Ma Hardy
- Granville Bates como Pop Hardy
- James Stephenson como Prof. Landis
- Hobart Cavanaugh como Sr. 'Pops' Jordan
- Elisabeth Risdon como Sra. Jordan
- Dennie Moore como Abby Pitts
- Rosella Towne como Panthea Landisis

## Recepção
Craig Butler, do allmovie, escreveu: "The Cowboy from Brooklyn não é um grande filme, mas é agradavelmente fofo e agradará aos fãs que procuram algo leve, sem sentido e totalmente inconsequente".